# 안응모
안응모(安應模, 1930년 12월 24일~2024년 8월 14일)은 대한민국의 공무원 겸 경찰, 행정, 정치인이다.

## 이력
본관은 순흥(順興)이며 호는 송주(松洲)·차돌이·해산(海山)이다. 경찰 시절이었던 1968년에 베트남 공화국 주재 대한민국 대사관에 근무하여 잠시 외교관의 길을 걸었으며 제7대 내무부 치안본부장과 제53대 내무부 장관(1990년 3월 ~ 1991년 4월)을 역임하였다.
"대한민국 경찰의 살아있는 전설"로 통하는 안응모는 대한민국 경찰 순경에서 시작하여 치안본부장, 청와대 정무수석비서관, 충남도지사, 조달청장, 내무부 장관까지 지낸 특이한 이력을 가지고 있다. 1992년 5월 23일부터 2010년 4월 22일까지 단국대학교 총동창회 회장을 맡았다. 대한민국 경찰 치안총감 출신인 그는 현재 안중근의사숭모회 이사장으로 활동하였다.
2024년 8월 14일에 노환으로 사망하였다.

## 학력
- 단국대학교 법학과 학사(1953년)
- 대한민국 국방대학교 행정학사 10기(1965년)

### 명예 박사 학위
- 단국대학교 명예 법학박사

## 연관 사건과 관련 논란
명지대 등록금 분쟁으로 촉발된 시위는 1991년 4월 24일 상명여대(현 상명대학교)의 학자(학원자주화) 집회에서 지지,연대(連帶)에 대한 연설을 마치고 학교로 돌아오던중 투쟁의 구심이었던 명지대학교 총학생회장 박광철이 연행되었는데 이틀 뒤인 4월 26일 명지대학교 앞에서 총학생회장의 석방을 위해 구출대회가 진행되었고,  시위가 격렬해지자 경찰이 진압을 시도하게 되었다.
백골단이라 불리는 사복 경찰관들이 쇠파이프를 휘두르며 시위 진압을 시작하자, 당시 명지대학교 경제학과의 학생으로 시위에 참여자하였던 강경대는 학교 쪽으로 도망치기 위해 1.5m 높이의 담벽을 넘으려다가 경찰에게 붙잡혀 쇠파이프로 두들겨 맞은 뒤 그대로 방치되었다. 이러한 광경은 곧 다른 학생들에게 목격되어 이들에 의해 세브란스병원으로 옮겨졌으나 한시간 만에 사망하였다.
우발적으로 현장에서 발생한 사건이었지만 사건이 일어난 다음날인 4월 27일, 당시 노태우 대통령은 사건의 책임을 물어 안응모를 내무부 장관에서 경질하였다.

## 경력
- 1966년 9월 : 내무부 치안본부 외사3계 계장
- 1968년 12월 : 베트남공화국 대사관
- 1972년 2월 : 서울시 마포,중부경찰서 서장
- 1973년 12월 : 내무부 치안본부 교통과 과장
- 내무부 치안본부 경비과장
- 1974년 10월 : 내무부 치안본부 외사과 과장
- 1975년 1월 : 서울시지방경찰청 제2부국장
- 1976년 4월 : 내무부 치안본부 장비과 과장
- 1977년 7월 : 내무부 치안본부 기획감사과 과장
- 1979년 2월 : 충청남도지방경찰청 국장
- 1980년 7월 : 제12대 해양경찰대 대장
- 1981년 3월 : 내무부 치안본부 제2부장
- 1982년 1월 : 제7대 내무부 치안본부 본부장
- 1983년 10월 : 청와대 정무제2수석비서관
- 1984년 3월 : 제22대 충청남도지사
- 1987년 1월 : 제11대 조달청장
- 1988년 5월 : 국가안전기획부 제2차장
- 1988년 12월 : 국가안전기획부 제1차장
- 1990년 3월 ~ 1991년 4월 : 제53대 내무부 장관
- 1993년 : 한국자유총연맹 사무총장
- 1996년 : 제6대 한국자유총연맹 총재
- 1998년 : 자유민주연합 특임위원
- 1998년 : 남북적십자교류위원회 위원
- 1998년 : 제2의건국범국민추진위원회 위원
- 2000년 : 제25대 황해도중앙도민회 회장
- 2000년 : 국책자문위원회 총괄부위원장
- 안중근의사숭모회 부이사장
- 2012년 2월 : 한나라당 국책자문위원회 위원장
- 2003년 : 국선도 세계연맹 총재
- 2008년 9월 ~ 2017년 7월 : 제9대 안중근 의사 숭모회 이사장
- 2012년 6월 : 새누리당 국책자문위원회 위원장
- 2014년 3월 : 자유민주연구원 명예고문
- 안중근 의사 숭모회 고문
- 자유한국당 정치인

## 상훈
- 청조근정훈장
- 녹조근정훈장
- 인헌무공훈장
- 중화민국훈장

## 가족 관계
- 배우자: 박명희
  - 슬하: 안희관, 안혜경, 안희돈